# Chórová lavice

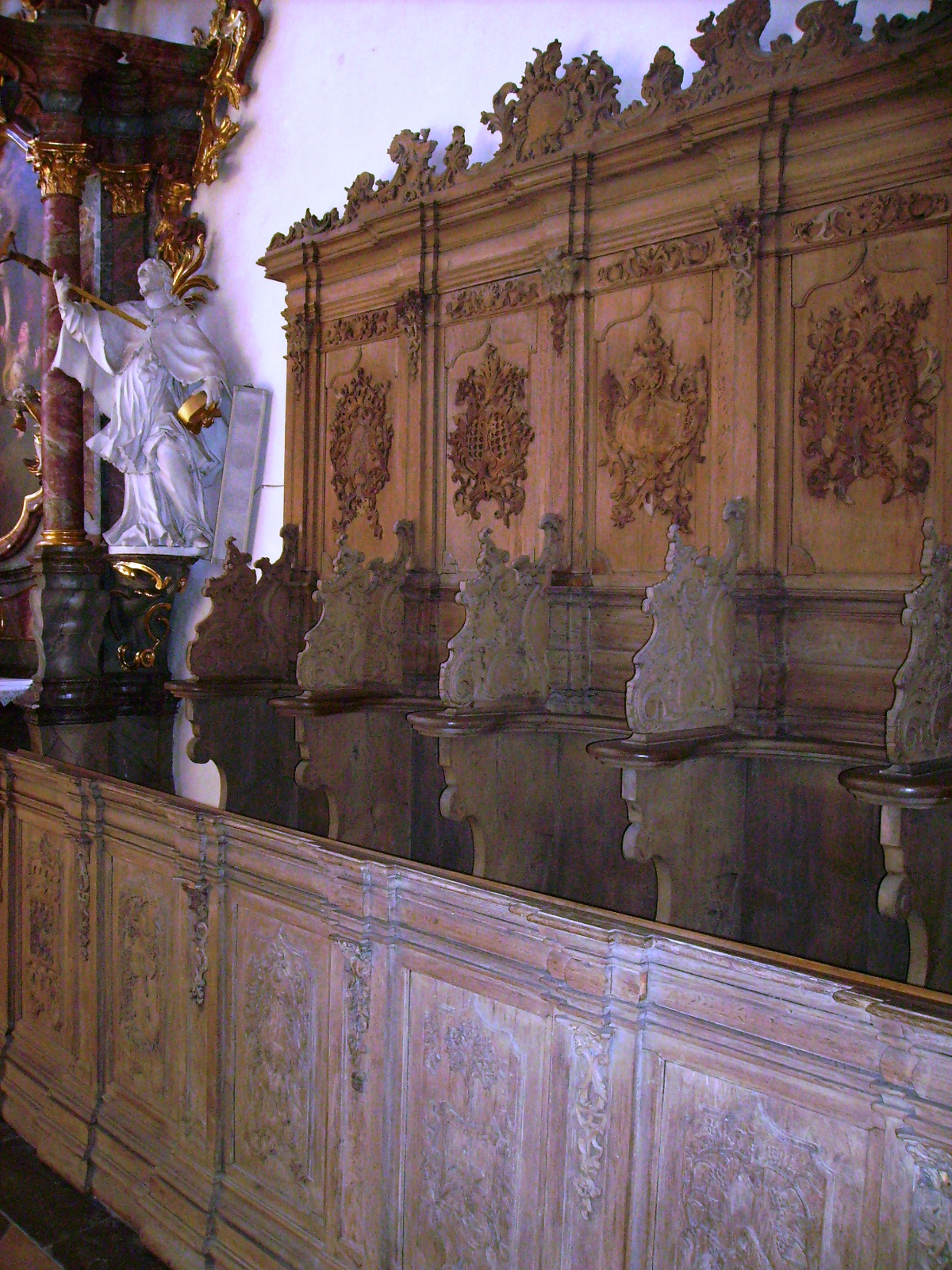
Chórová lavice v klášterním kostele v Tückelhausenu.

Chórová lavice (latinsky stalla) bývá součástí výbavy některých kostelů. Nejčastěji jsou používány ve významnějších katolických kostelích středověku a baroka.
Lavice bývají párové a jsou umístěny v chóru kostela (kapitulního či klášterního) na dvou protilehlých stranách. Lavice slouží pro společnou chórovou modlitbu breviáře (případně i jiné pobožnosti) členům řeholní komunity či kanovnické kapituly. Bývají stabilní součástí klášterních kostelů mnišských řádů benediktinů, cisterciáků, trapistů, karmelitánů kartuziánů či řádů řeholních kanovníků (např. premonstrátů nebo augustiniánů).  Chór bývá někdy oddělen od ostatního kostela a chórové lavice nepřístupné laikům.
Lavice mívají vysoké opěradlo zdobené baldachýnem, jednotlivá sedadla jsou od sebe navzájem oddělená accoudoirem. Mohou být zdobené řezbářskými reliéfy nebou malbami.

## Typy
- Jednořadá lavice s vysokým čelem
- Dvouřadá lavice, v opěradle přední řady je pultík pro zadní řadu, sedátka bývají sklápěcí

Vzhledem podobná, ovšem jiného určení, bývá lavice pro donátory či stavebníky kostela. V tom případě ale nejde o lavici chórovou, nýbrž tzv. patronátní lavici. 

## Galerie

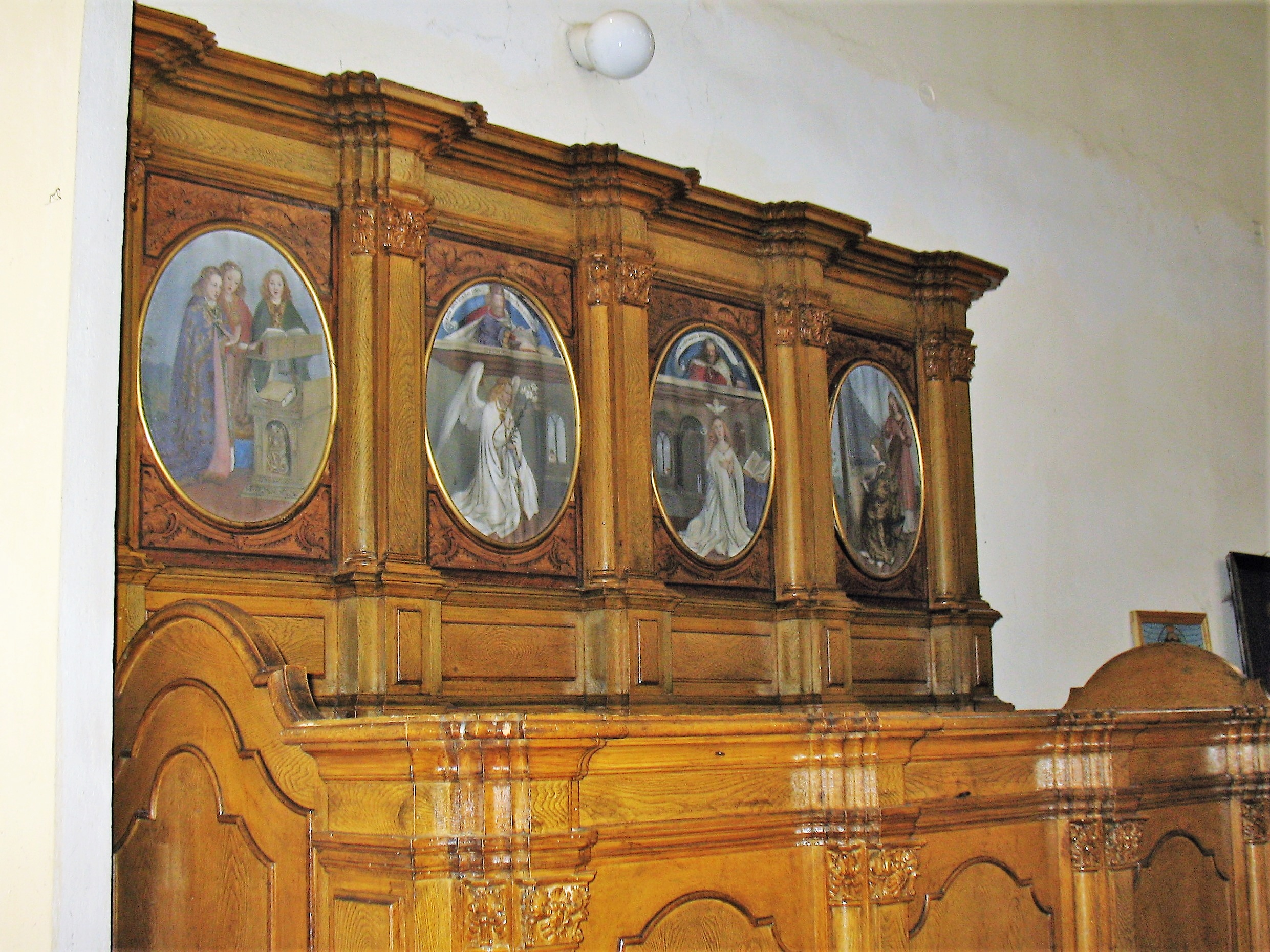
Chórové lavice z kostela sv. Mikuláše na Starém Městě pražském v presbytáři kostela sv. Kříže v České Lípě
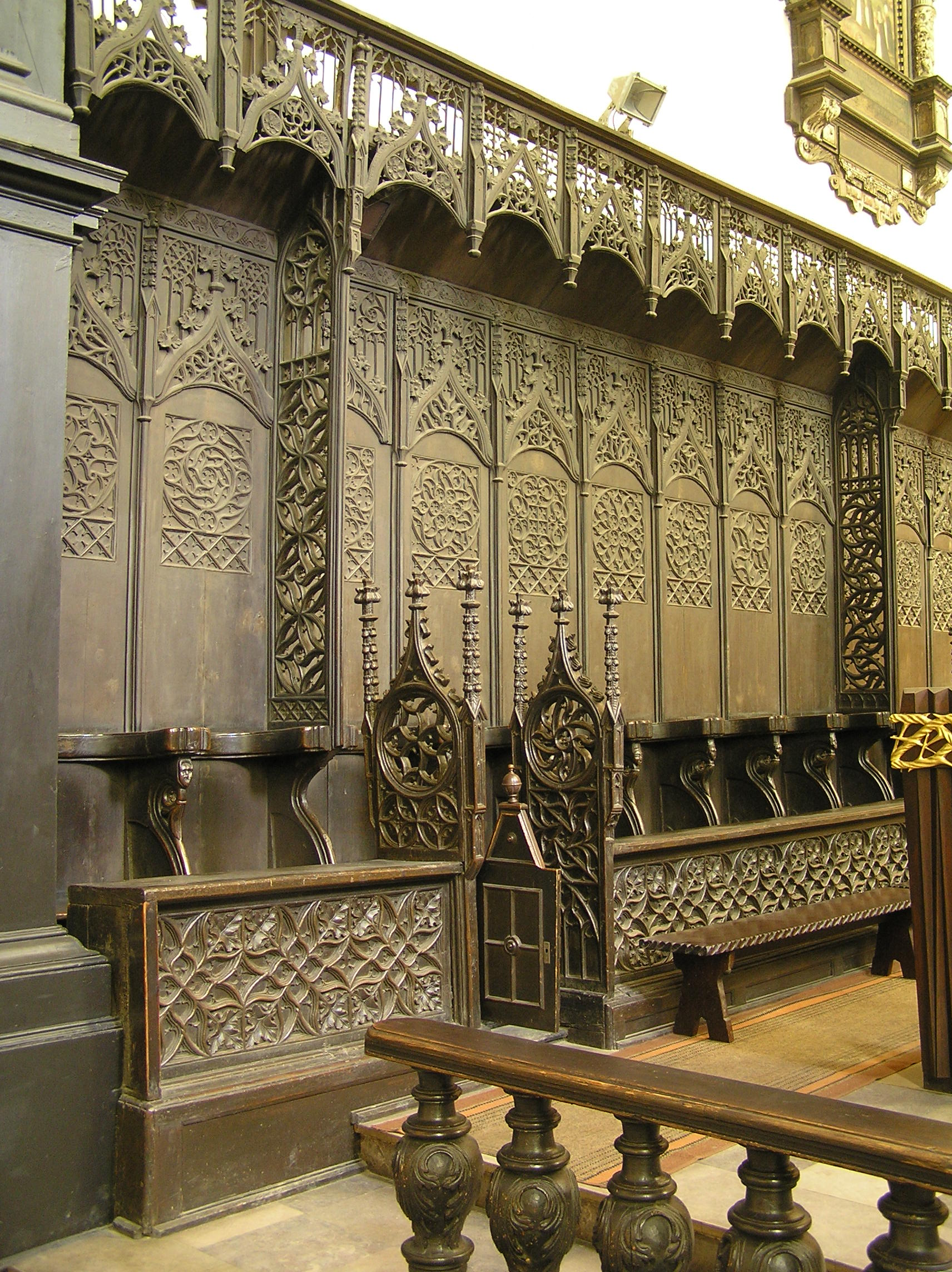
Gotická stalla ve františkánském kostele v Toruni
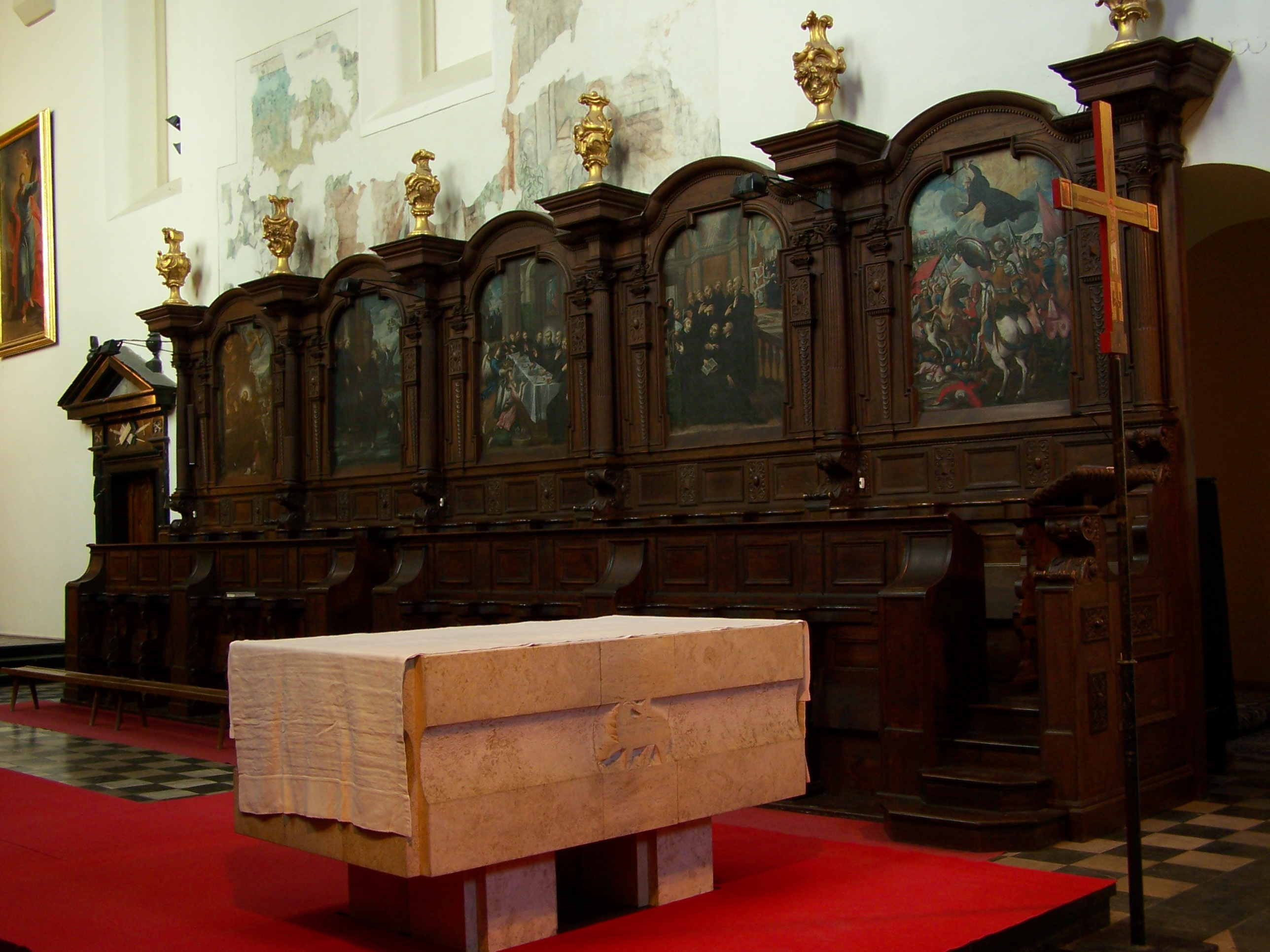
Stalla z 18. století, zdobená motivy ze života světců, včetně sv. Benedikta (Tyniec, Polsko).
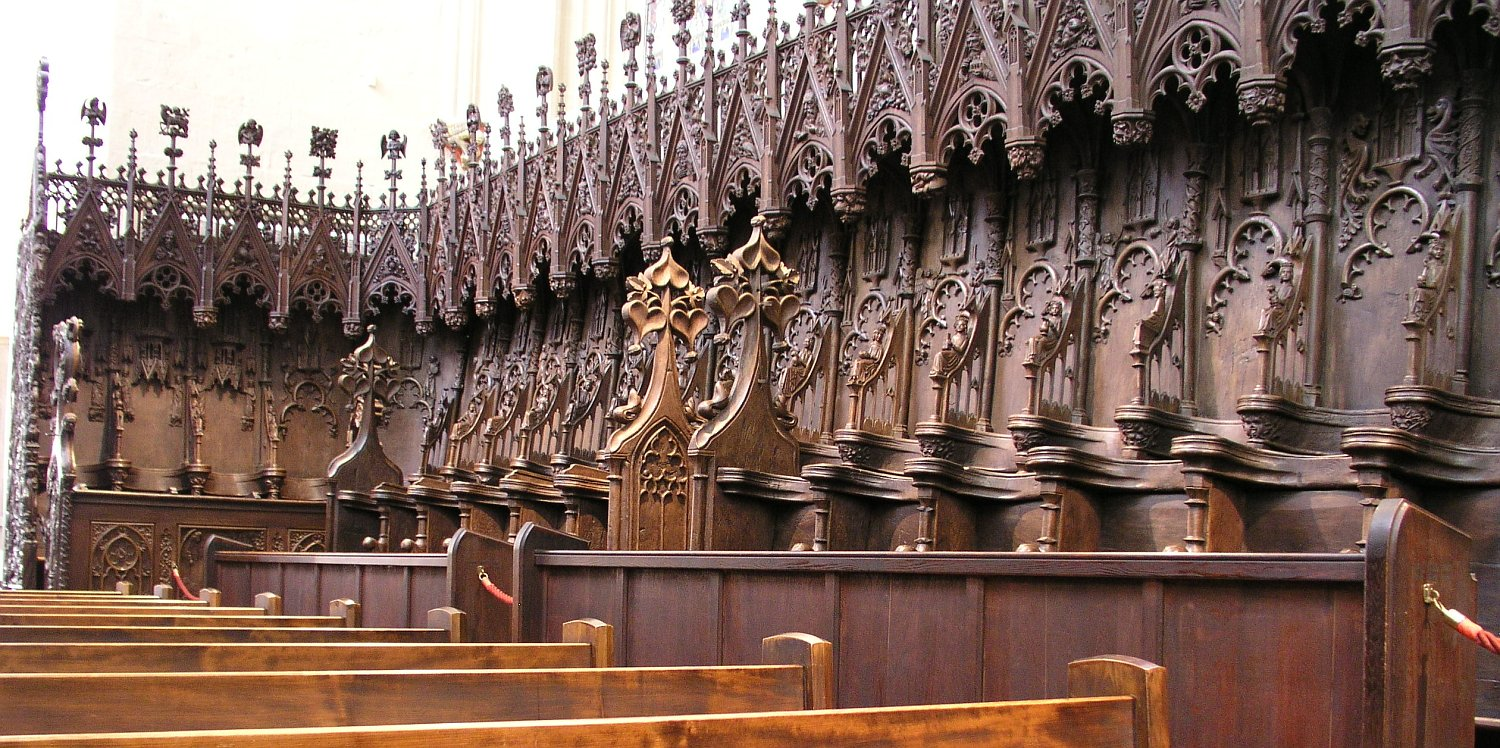
Stalla v katedrále Nanebevzetí Panny Marie v Erfurtu (Německo).